# Teodoro Locsin junior

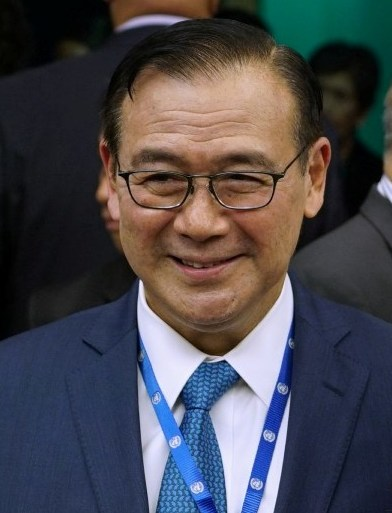
Teodoro Locsin junior, 2017

Teodoro „Teddy Boy“ Lopez Locsin, Jr. (* 15. November 1948 in Manila) ist ein philippinischer Rechtsanwalt, Journalist, Politiker der Partido Demokratiko Pilipino – Lakas ng Bayan (PDP-LABAN) und Diplomat, der zwischen 2001 und 2010 Mitglied des Repräsentantenhauses war und seit 2017 Ständiger Vertreter und Botschafter der Philippinen bei den Vereinten Nationen ist. Seit dem 17. Oktober 2018 ist er Außenminister der Philippinen.

## Leben
Locsin, Sohn des Journalisten und Herausgebers der Philippine Free Press Teodore „Teddy Boy“ Locsin, Sr., begann nach dem Schulbesuch ein Studium der Rechtswissenschaften an der Ateneo de Manila University, das er 1977 mit einem Bachelor of Laws (LL.B.) abschloss. Im Anschluss war er als Rechtsanwalt und Journalist tätig und erwarb 1983 nach einem postgradualen Studium der Rechtswissenschaften an der Harvard University einen Master of Laws (LL.M.). Nach dem Wahlsieg von Corazon Aquino war er zwischen 1986 und 1988 Generaldirektor des Amtes für Medienangelegenheiten sowie zugleich von 1987 bis 1992 Rechtsberater von Präsidentin Aquino. Im Anschluss war er zwischen 1988 und 1993 Herausgeber der Tageszeitung The Daily Globe sowie von 1993 bis 2003 Herausgeber und Chefredakteur der Tageszeitung Today. Des Weiteren war er von 1994 bis 2001 Moderator der beim Fernsehsender ABS-CBN ausgestrahlten Sendung Assignment. Zugleich arbeitete er 1998 als Redenschreiber von Präsident Joseph Estrada sowie zwischen 2002 und 2006 als Redenschreiber von Präsidentin Gloria Macapagal-Arroyo.
Bei den Wahlen 2001 wurde Locsin für die Partido Demokratiko Pilipino – Lakas ng Bayan (PDP-LABAN) im Wahlbezirk Makati City-1st District erstmals zum Mitglied des Repräsentantenhauses gewählt und gehörte diesem nach seinen Wiederwahlen 2004 und 2007 bis 2010 an. Während der 13. Legislaturperiode (2004 bis 2007) war er unter anderem Vorsitzender des Ausschusses für Wahlrecht und Wahlreformen (Committee on Suffrage and Electoral Reforms) sowie stellvertretender Vorsitzender der Ausschüsse für Mittel (Committee on Appropriations), für Verbesserung der Regierungsarbeit (Committee on Good Government), für Wahlgesetzgebung (Committee on Legislative Franchises) sowie für Wege und Mittel (Committee on Ways and Means). Während der 14. Legislaturperiode (2007 bis 2010) blieb er unter anderem Vorsitzender des Ausschusses für Wahlrecht und Wahlreformen sowie stellvertretender Vorsitzender des Ausschusses für Wahlgesetzgebung. Daneben war er in dieser Zeit auch stellvertretender Vorsitzender der Ausschüsse für Verbesserung der Regierungsarbeit und öffentliche Rechenschaftspflichten (Committee on Good Government and Public Accountability), für Aufsicht (Committee on Oversight) sowie für Handel und Industrie (Committee on Trade and Industry).
Nach seinem Ausscheiden aus dem Repräsentantenhaus arbeitete Locsin wieder als Rechtsanwalt sowie erneut als Moderator beim Fernsehsender ABS-CBN und beim Radiosender DZRH. 2014 übernahm er eine Professur für Rechtswissenschaften am San Beda College. 2017 wurde er von Präsident Rodrigo Duterte zum Ständigen Vertreter und Botschafter der Philippinen bei den Vereinten Nationen ernannt. Als solcher übergab er am 19. April 2017 sein Akkreditierungsschreiben an UN-Generalsekretär António Guterres.
Locsin ist mit Maria Lourdes B. Locsin verheiratet und Vater von vier Kindern.

## Veröffentlichung
- Some Free Press pieces, Mitautor Teodore „Teddy Boy“ Locsin, Sr., Manila 1982